# Obermorschwiller
Obermorschwiller är en kommun i departementet Haut-Rhin i regionen Grand Est (tidigare regionen Alsace) i nordöstra Frankrike. Kommunen ligger i kantonen Altkirch som tillhör arrondissementet Altkirch. År 2022 hade Obermorschwiller 408 invånare.

## Befolkningsutveckling
Antalet invånare i kommunen Obermorschwiller
| Referens: INSEE |